# کاستل بولیونه
کاستل بولیونه (به ایتالیایی: Castel Boglione) یک کومونه در ایتالیا است که در استان آسته واقع شده‌است.

## خصوصیات
کاستل بولیونه ۱۲٫۰ کیلومترمربع مساحت و ۶۳۲ نفر جمعیت دارد و ۲۶۰ متر بالاتر از سطح دریا واقع شده‌است.